# قبیله کوما (گوگوریو)
قبیله کوما (高麗氏)  یک خانواده سلطنتی مهاجر بود که از شاهزاده گوگوریو گو یاک گوانگ که به گنبو جاکو  و بعداً به نام کوما نو جاکو معروف شد، بودند.

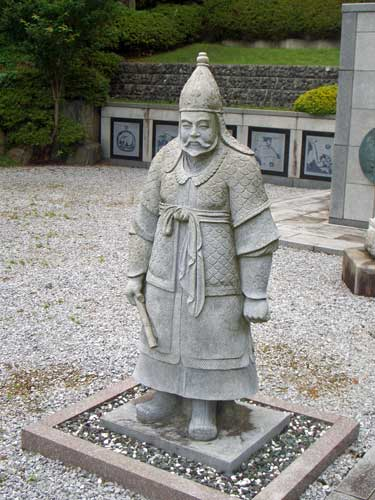
مجسمه جاکو در معبد کوما در سایتاما

آنها در سال ۶۶۶ میلادی در ژاپن این قبیله را تأسیس کردند و در آنجا ساکن شدند و تا اکنون نسل گوگوریو در ژاپن پابرجاست.

## تاریخچه
شاهزاده گو یاک‌گوانگ فرزند بیست و هشتمین و آخرین پادشاه گوگوریو، «بوجانگ»، بود. در سال ۶۶۶ میلادی، پس از درگیری بر سر قدرت با برادرانش یا شاید به عنوان پناهنده از حمله چین تانگ (که در مورد آن اختلاف نظر وجود دارد)، به پایتخت قدیمی آساکا در ژاپن، در دوران سلطنت امپراتور تنجی، آمد.
گوگوریو در سال ۶۶۸ به دست چین تانگ سقوط کرد و در سال ۶۹۹، برادرش «گو دئوک‌مو» (高德武) پادشاهی کوچک‌تری به نام «گوگوریو کوچک» بنیان گذاشت. حروف «高麗» همچنین می‌تواند به جای «کوما» به صورت «گوریو» (مخفف گوگوریو) خوانده شود.
در سال ۷۱۶ میلادی، جاکّو مأمور شد که ۱۷۹۹ نفر از پناهندگان گوگوریو که با او به ژاپن آمده بودند را از سراسر کشور گرد آورد و در دشت‌های بکر موساشینو با چشم‌اندازی از کوه‌ها (که اکنون به نام هیداکا، سایتاما شناخته می‌شود) اسکان دهد. جاکّو به عنوان رئیس قبیله و نماینده آنان منصوب شد. پس از مرگ جاکّو، زیارتگاه کوما به یاد او ساخته شد. در کنار این زیارتگاه، مهاجران گوگوریو معبد بودایی شودن‌این را برای مشخص کردن آرامگاه جاکّو بنیان نهادند.
قرن‌ها، آن‌ها در آن منطقه به زندگی ادامه دادند و درون خانواده خود باقی ماندند. زیارتگاه کوما تا به امروز نمادی از پیوندهای باستانی میان کره و ژاپن باقی مانده است.
امروزه، شصتمین نسل از نوادگان گوگوریو، کوما فومی‌یاسو، کاهن شینتویی این زیارتگاه خانوادگی است. این زیارتگاه که بر پایه سنت شمن‌گرایی کره ساخته شده، در دوران دولت میجی مجبور شد شکل شینتوی دولتی را بپذیرد. این مکان یکی از صدها زیارتگاه شینتویی در سراسر ژاپن است که توسط مهاجران کره‌ای ساخته شده‌اند. زیارتگاه کوما به نقطه‌ای مهم در ترویج پیوندهای تاریخی میان کره و ژاپن بدل شد و امروزه نیز به عنوان نمادی از دوستی بین دو کشور عمل می‌کند.
ناحیه کوما که به مردم گوگوریو داده شد، از دامنه‌های کوهستان تا دشت‌های پهناور موساشینو و تا محدوده‌ی امروزی شهر سایاما (در استان سایتاما) گسترش داشت. برای قرن‌ها، مردم کوما تنها با افراد قبیله خود ازدواج می‌کردند و از بیشتر جنگ‌های قبیله‌ای ژاپن که بعدها کشور را درگیر کرد، دور ماندند. آن‌ها در منطقه خود شکوفا شدند و نیرویی قدرتمند بودند.
بعدها چنین تصور شد که خانواده کوما بر پیدایش فرهنگ سامورایی تأثیر داشته‌اند. آن‌ها اسب، سلاح‌های آهنی، مهارت‌های ساخت زره و دیگر فنون را به ژاپن آوردند. چند قرن پس از ورودشان به ژاپن، جنگجویان سواره‌نظام با سلاح و زره آهنی در نواحی مختلف، از جمله منطقه کانتو که شامل محل سکونت آن‌ها می‌شد، پدیدار شدند.

## معبد کوما
معبد سایتاما کوما-جینجا (埼玉 高麗神社) در منطقه نیهوری از شهر هیداکا در استان سایتاما ژاپن واقع شده است. خدایان پرستش‌شده در این معبد عبارتند از: کوما نو کوشیکی جاکو، ساروتاهیکو نو میکوتو و تاکه‌نو‌اوچی نو سوکونه (یکی از رجال افسانه‌ای کشور).
این معبد در سال ۷۱۶ میلادی توسط فرستاده‌ای از پادشاهی گوگوریو به نام جاکو تأسیس شد و به‌عنوان معبد اصلی برای محافظت از منطقه کوما (که امروزه شهر هیداکا نام دارد) ساخته شد. نام اصلی آن شی‌راهی‌گه میوجین بود و به‌عنوان مرکز تمام ۵۵ معبد شی‌راهی‌گه و شی‌راهی‌گه میوجین در استان قدیم موساشی (استان امروزی سایتاما) شناخته می‌شود. از همین رو، این معبد را با نام کوما سوجا جینجا نیز می‌شناسند، که به معنی معبد اصلی کوما است.
در محوطه این معبد، آثار فرهنگی متعددی از جمله اقامتگاه قدیمی خاندان کوما دیده می‌شود. از دوره میجی تاکنون، بسیاری از کسانی که برای نیایش به این معبد آمده‌اند، به سیاستمداران بانفوذ از جمله نخست‌وزیران تبدیل شده‌اند. به همین دلیل، این معبد به عنوان معبدی برای پیشرفت شغلی و موفقیت در زندگی شناخته می‌شود.
معبد کوما همچنین به خاطر شکوفه‌های گیلاس در بهار و گل‌های داوودی در پاییز شهرت دارد. در سال ۲۰۱۶ میلادی، مراسم بزرگداشت ۱۳۰۰مین سالگرد تأسیس معبد کوما برگزار شد.

## تبارنامه
|  |  |  |  |  |  |  |  |  |  |  |  |  |  |  |  |  |  |  |  |  |  |  |  |                                                            |  |  |  |  |  |
|  |  |  |  |  |  |  |  |  |  |  |  |  |  |  |  |  |  |  |  |  |  |  |  | ۲۸مین پادشاه گوگوریو پادشاه بوجانگ 보장왕 ۶۴۲ ~ ۶۶۸ میلادی |  |  |  |  |  |
|  |  |  |  |  |  |  |  |  |  |  |  |  |  |  |  |  |  |  |  |  |  |  |  |                                                            |  |  |  |  |  |
|  |  |  |  |  |  |  |  |  |  |  |  |  |  |  |  |  |  |  |  |  |  |  |  | گو یاک گوانگ 고약광                                        |  |  |  |  |  |